# Stazione di Genova Brignole
Stazione di Genova Brignole vasútállomás Olaszországban, Genovában. A város második legforgalmasabb állomása a Stazione di Genova Piazza Principe után. Egyike az ország 13 legforgalmasabb pályaudvarának, így a Grandi Stazioni üzemelteti. 1868-ban nyílt meg. Átszállási lehetőség van a Genovai metróra a Brignole metróállomáson.

## Vasútvonalak
Az állomást az alábbi vasútvonalak érintik:
- Pisa–La Spezia–Genova-vasútvonal
- Torino–Genova-vasútvonal
- Asti–Genova-vasútvonal
- Genova–Ventimiglia-vasútvonal

## Kapcsolódó állomások
A vasútállomáshoz az alábbi állomások vannak a legközelebb:
- Genova Brignole old railway station
- Terralba railway halt